# Neachrostia hypomelas
Neachrostia hypomelas là một loài bướm đêm trong họ Noctuidae.